# František Langer

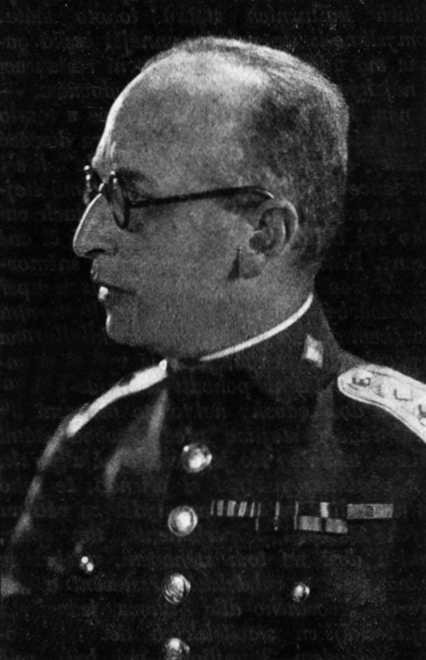
František Langer, ca. 1928

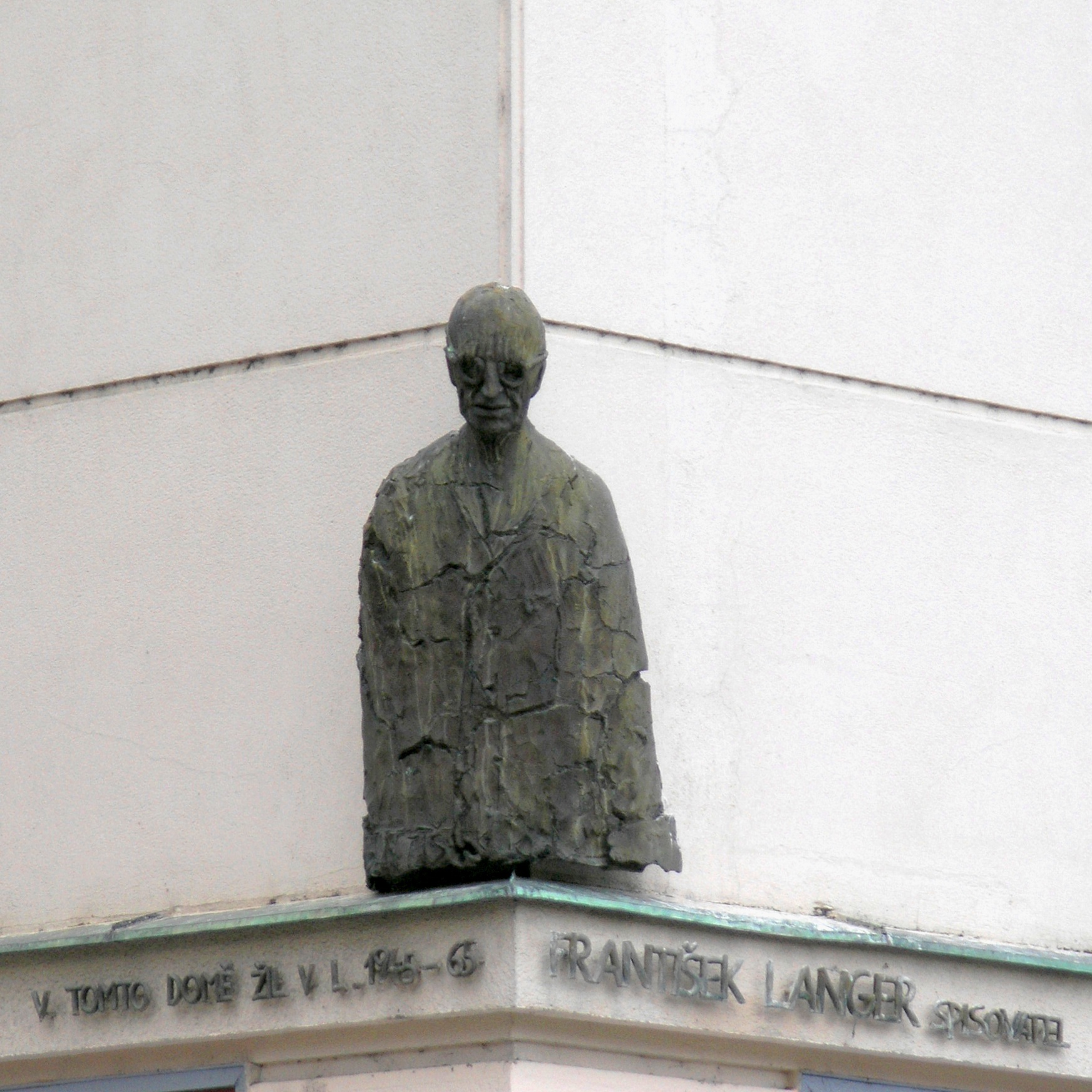
Büste František Langers in Prag

František Langer (* 3. März 1888 in Prag; † 2. August 1965 ebenda) war ein tschechischer Schriftsteller und Militärarzt, Dramaturg, Essayist, Literaturkritiker und Publizist. Er war der Bruder von Jiří Mordechai Langer.

## Leben
Langer wurde in der Prager Vorstadt Vinohrady in einer jüdischen Familie als Sohn eines Schusters geboren. Er war kein praktizierender Jude und verstand sich selbst als Tscheche, im Gegensatz zu seinem jüngeren Bruder Jiří Mordechai Langer, der auf Deutsch, Tschechisch und Hebräisch publizierte. 1906 legte er die Matura ab und studierte bis 1914 an der medizinischen Fakultät der Karls-Universität. Bereits in dieser Zeit verkehrte Langer in Künstlerkreisen in den Prager Kaffeehäusern. Im Ersten Weltkrieg kämpfte Langer als österreichischer Soldat an der Ostfront in der Bukowina und Galizien, bis er in russische Kriegsgefangenschaft geriet. Er schließt sich der Tschechoslowakischen Legion an, in der er zum Chefarzt des 1. Infanterieregiments aufsteigt. 1920 kehrte Langer über Japan, China und Indien nach Prag zurück in Begleitung seiner ersten Ehefrau Marie, die er 1918 in Russland geheiratet hatte. Nach dem Krieg arbeitete Langer als Militärarzt und er begann für die Lidové noviny zu schreiben.
Langer gehörte achtzehn Jahre zur geistigen und schriftstellerischen Elite der jungen Tschechoslowakischen Republik, er gründete Zeitschriften, literarische Clubs und Organisationen für Kinderhilfe im In- und Ausland. Er wurde Mitbegründer der Prager Sektion des PEN-Clubs, setzte sich für junge, begabte Autoren ein und schrieb für Theater, Buchverlage und Zeitungen. 1935 bis 1938 übernahm er die Chefdramaturgie am Stadttheater auf den Weinbergen. Die Uraufführungen der Bühnenwerke fanden fast ausschließlich in diesem Theater statt. Langer war viele Jahre über engster Mitarbeiter dieses führenden, doch im Schatten des Nationaltheater stehenden Hauses. Er war mit Jaroslav Hašek und Karel Čapek befreundet, dem er auch literarisch sehr nahestand und schrieb als Erster eine Kritik über Franz Kafkas Heizer. In der zweiten Hälfte der 1920er Jahre war Langer Teilnehmer an den Treffen der informellen Stammtischgruppe Prager Intellektueller Pátečníci.
Nach Besetzung der Tschechoslowakei 1939 durch die Deutschen emigrierte Langer erst nach Polen und dann über Frankreich nach England. In beiden letztgenannten Ländern organisierte er das Sanitätswesen der tschechischen Exilarmee. Nach dem Zweiten Weltkrieg kehrte er als respektierte Persönlichkeit des Exils in seine Heimat zurück, nach dem kommunistischen Umsturz 1948 wurde er als Autor jedoch an den Rand des kulturellen Geschehens geschoben. Seine Bücher wurden verboten, obwohl seine Stücke im Ausland große Erfolge feierten. Langers Kinder Jan und Věra wurden aus politischen Gründen ins Gefängnis gesperrt, was ihn schwer belastete. Nach Langers Tod im Jahr 1965 bemühte sich seine zweite Frau Anna Ludmila darum, sein Andenken lebendig zu halten.

## Literarische Werke
Langer schrieb zunächst, noch als Gymnasiast, neoklassizistische Novellen, später Romane und eine Anzahl von Dramen und Volksstücken, deren Gestalten in und aus der Prager Vorstadtatmosphäre leben. Als Journalist schrieb er regelmäßig für Lidové noviny (Volkszeitung). Später veröffentlichte er zahlreiche Dramen im Stil des Neuen Klassizismus, die den Großteil seines Schaffens ausmachten. Er beschäftigte sich meist mit den Fragen des Verbrechens, der Schuld und Strafe. Aber auch das Leben in den Legionen setzte er in seinen Werken um. Langer publizierte daneben vier Jugendbücher.
Am bekanntesten ist Langers Drama Peripherie (Periférie), die Geschichte des kriminellen Kellners und Eintänzers Franzi, der nach Verbüßung einer Haftstrafe in das Prager Armenviertel an der Peripherie der „Goldenen Stadt“ zurückkommt. Dort trifft er die hübsche Anna, die ihn zunächst hintergeht. Ohne zu wollen erschlägt er ihren reichen Liebhaber. Das Stück über die „an den Grenzen der Zivilisation Marodierenden“ (Alfred Polgar) entstand 1925 und wurde am 1. Juni 1927 unter der Regie von Max Reinhardt mit Hermann Thimig, Dagny Servaes, Egon Friedell, Hans Thimig, Theodor Danegger, Vladimir Sokoloff und Hans Moser uraufgeführt. Es ist eine dramatische Moritat aus der Prager Vorstadt mit starker poetischer Ausstrahlung.
František Langers Lustspiel Das Kamel geht durch das Nadelöhr (Velbloud uchem jehly) in der Übersetzung von Otto Pick war eine sehr erfolgreiche Komödie, die am Wiener Burgtheater unter Direktor Hermann Röbbeling unter der Regie von Hans Wengraf herauskam. Das im deutschsprachigen Raum vielgespielte Werk ist ein „kritisch-ironisches Volksstück mit konkret-utopischen Zügen“ (Hilde Haider-Pregler), in dem am Ende »Arm und Reich« über alle Klassenschranken hinweg zueinander finden. Dem armen Proletariermädchen, der bildhübschen, blutjungen, patenten Zuzka, die durch puren Zufall an einen Millionenerben gerät, geht es überhaupt nicht ums Geld, obwohl sie sich als kaufmännische Naturbegabung erweist, sie liebt ihren gehemmten, schüchternen, von Selbstzweifeln geplagten Galan um seiner selbst willen und erobert sich dank ihrer Lebenstüchtigkeit und ihres Optimismus Achtung und Zuneigung des künftigen Schwiegervaters. Es gelingt ihr auch, ihrer Mutter (gespielt von Maria Eis, im Film von Jane Tilden) einen Start als ehrbare Geschäftsfrau zu ermöglichen. František Langers Lustspiel ist thematisch den zu seiner Zeit beliebten Konfektionsstücken und Filmen von der kleinen Verkäuferin oder Sekretärin verwandt, die sich auch in Zeiten wirtschaftlicher Depression erfolgreich durchschlägt. Felix Dvorak schuf eine Fassung, in der den politischen Verhältnissen der Zwischenkriegszeit mehr Raum gegeben wurde und die 1993 bei den Festspielen in Berndorf aufgeführt wurde. In der Premiere spielten neben Felix Dvorak, u. a. Johanna von Koczian, Bert Fortell, Fritz Lehmann, Erich Padalewsky. Das junge Paar wurde von Katje Dvorak-Löwy und Marcus Strahl dargestellt. Marcus Strahl inszeniert 2012 die Dvoraksche Fassung, mit seiner Mutter Waltraut Haas bei den Festspielen in Weißenkirchen.
In dem im April 1911 uraufgeführten Stück U bratří Makabejských (Bei den makkabäischen Brüdern), das Langer zusammen mit Jaroslav Hašek und weiteren Mitstreitern von der satirischen Partei für gemäßigten Fortschritt in den Schranken der Gesetze schrieb, kam erstmals die Figur des Schwejk vor, die später im Roman Der brave Soldat Schwejk von Hašek zu Berühmtheit gelangte.

## Werke
- Peripherie (Drama, Deutsch von Oskar Willner) 1926
- Das Kamel geht durch das Nadelöhr (Lustspiel in drei Akten Deutsch von Paul und Putti Kruntorad) 1929
- Der silberne Schlüssel (1968), Herold-Verlag
- Der weisse Schlüssel (1958), Artia Verlag
- Ein Koffer aus Übersee (1966), Nymphenburger Verlag
- Die Bekehrung des Ferdys Pistora (Lustspiel in drei Akten, Deutsch von Oskar Willner, 1929)
- Funken in der Asche (Komödie in fünf Akten, Deutsch von Peter Lotar)
- Gefangene Nummer 72 (Drama)
- Rhapsodie in Bronze (Antikische Tragödie, Prolog und vier Gesänge, Deutsch von Otto F. Babler)
- Engel unter uns (Legende in drei Akten und einem Epilog, Deutsch von Otto Pick, 1931)
- Die Brüderschaft vom weißen Schlüssel (Jugendroman, 1949)
- Die Kinder und der Satan (1949)
- Die Glocken (Dramatisierte Legende, Deutsch von Otto Pick)
- Grand Hotel Nevada (Komödie in drei Akten, Deutsch von Otto Pick)
- Herr Pickwick (Heiteres Spiel in drei Akten, Deutsch von Otto Pick)
- Millionen (Drama)
- Reiterpatrouille (Schauspiel in drei Akten, Deutsch von Otto Pick)

Siehe auch: Liste tschechischer Schriftsteller

## Verfilmungen

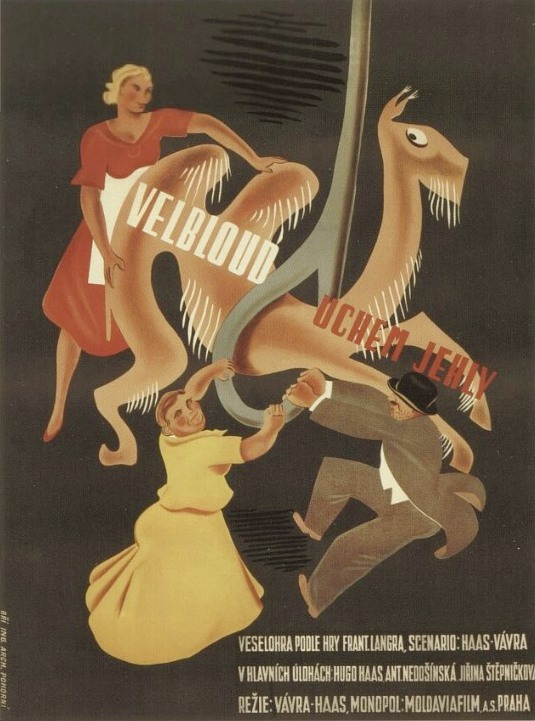
Velbloud uchem jehly (1936), Filmplakat

- 1970: Svatá hříšnice (Obrácení Ferdyse Pistory)
- 1970: Das Kamel geht durch das Nadelöhr (TV) mit Jane Tilden, Hans Thimig, Gertraud Jesserer, Peter Fröhlich, Fred Liewehr, Harry Hardt, Oskar Willner, Vilma Degischer, Christine Buchegger, Karl Schönböck, Michael Janisch
- 1968: Teatterituokio (TV-Serie) – Die Bekehrung des Ferdys Pistora (Obrácení Ferdyse Pistory)
- 1964: Die Bekehrung des Ferdys Pistora (TV) mit Heinz Conrads, Gretl Elb, Paul Hörbiger, Guido Wieland, Elfriede Ott
- 1962: Funken in der Asche (TV) mit Helene Thimig, Christl Mardayn, Lotte Ledl, Rudolf Forster, Alfred Böhm, Franz Stoss
- 1960: Das Kamel geht durch das Nadelöhr (TV movie) mit Jane Tilden, Bruno Hübner, Lotte Ledl, Fritz Eckhardt
- 1959: Peripherie (TV) Regie: Edward Rothe, mit Hannes Siegl, Lotte Ledl, Bert Fortell, Bruno Hübner
- 1958: Die Bekehrung des Ferdys Pistora (TV) mit Hans Christian Blech, Heinz-Leo Fischer, Olga von Togni, Ruth Drexel
- 1953: Dvaasedmdesátka, mit Dana Medrická, Vladimír Smeral, Eduard Dubský
- 1936: Jízdní hlídka (nach einer Geschichte von Langer) mit Zdenek Stepánek, Jaroslav Vojta, Julius Batha
- 1936: Velbloud uchem jehly, mit Hugo Haas, Antonie Nedošinská, Jiřina Štěpničková
- 1934: Grandhotel Nevada, mit Lída Baarová, Otomar Korbelár, Karel Dostal
- 1932: Obrácení Ferdyse Pistory (Die Bekehrung des Ferdys Pistora) mit Zdeněk Štěpánek, Jindřich Plachta, Zdeňka Baldová
- 1929: Das Kamel geht durch das Nadelöhr (The Camel Through the Needle's Eye). Regie: Philip Moeller. Mit Elliot Cabot, Morris Carnovsky, Catherine Doucet, Miriam Hopkins, Mary Kennedy, Joseph Kilgour, Claude Rains, Henry Travers, Helen Westley, Norman Williams.
- 1926: Velbloud uchem jehly (Drehbuch) mit Jan W. Speerger, Betty Kysilková, Anny Ondra, Hugo Thimig
- 1914: Noční děs (nach einer Kurzgeschichte von Langer) mit Alois Charvát, Růžena Šlemrová, Richard Menšík